# Metro de Sídney
El Metro de Sídney es un sistema de metro que sirve la ciudad de Sídney, Australia. Este sistema de metro fue inaugurado en el 26 de mayo de 2019.
La primera fase del proyecto del metro comenzó en el año 2013 cuando la construcción de la primera línea de metro (con 13 estaciones y 36 km de vías entre las estaciones Tallawong y Chatswood) comenzó. Esta línea está conectada a la línea Epping-Chatswood (una línea de ferrocarril suburbano), que fue inaugurada en el año 2006; la línea Epping-Chatswood (que tiene 5 estaciones a Epping, Universidad de Macquarie, Parque Macquarie, North Ryde, y Chatswood) fue convertida de una línea suburbana a un ferrocarril metropolitano. En el año 2017, la segunda fase del proyecto del metro comenzó con la inauguración de la construcción de la segunda línea de metro (con 18 estaciones y 30 km de vías entre las estaciones Chatswood y Bankstown, incluyendo un túnel de metro debajo de la bahía de Sídney y el centro de la ciudad); una sección de la Línea Bankstown entre las estaciones Syndenham y Bankstown será convertido a un ferrocarril metropolitano.
Es el sistema de metro más antiguo de Australia y Oceanía, además del más grande.

## Historia
Los primeros planes para un sistema de metro en Sídney fueron planeado en el año 2001, cuando hubo planes para construir ferrocarriles metropolitanos que será independiente de la red de ferrocarriles suburbanos de la ciudad. Este idea resurgió en el año 2007 con varios proyectos, incluyendo una línea en el centro de Sídney; esos proyectos fueron cancelados entre los años 2009 y 2010 debido a restricciones presupuestarias.
Entre los años 2012 y 2014, los planes recientes para un ferrocarril metropolitano que conectará el suburbios noroeste de Sídney con un túnel de ferrocarriles debajo de la bahía de Sídney fue desarrollado. La construcción de la sección en el noroeste de la ciudad comenzó en el año 2013. En el año 2016, la primera fase de la construcción fue completado cuando la excavación de los túneles entre las estaciones Bella Vista y Epping fue realizado.

## Fases del proyecto

### Fase 1: Sydney Metro Northwest
La primera fase del proyecto es una línea con una longitud de 36 km que conectará la estación Tallawong (en Rouse Hill) con la estación Chatswood (una estación en la línea Epping-Chatswood). Una sección de nueva construcción con una longitud de 23 km está en construcción entre las estaciones Tallawong y Epping. Entre las estaciones Epping y Chatswood, la línea Epping-Chatswood (con un longitud de 13 km) fue convertido a una sección de la línea de metro. Hay transferencias con el sistema de ferrocarril suburbano en las estaciones Epping y Chatswood. La construcción de la primera fase comenzó en el año 2013 y la línea fue inaugurada en el 26 de mayo de 2019.
| Tallawong            | 2019 | Rouse Hill     |        |
| Rouse Hill           | 2019 | Rouse Hill     |        |
| Kellyville           | 2019 | Kellyville     |        |
| Bella Vista          | 2019 | Bella Vista    |        |
| Norwest              | 2019 | Norwest        |        |
| Hills Showground     | 2019 | Castle Hill    |        |
| Castle Hill          | 2019 | Castle Hill    |        |
| Cherrybrook          | 2019 | Cherrybrook    |        |
| Epping               | 1900 | Epping         | T9     |
| Macquarie University | 2009 | Macquarie Park |        |
| Macquarie Park       | 2009 | Macquarie Park |        |
| North Ryde           | 2009 | North Ryde     |        |
| Chatswood            | 1890 | Chatswood      | T1, T9 |

### Fase 2: Sydney Metro City & Southwest
La segunda fase del proyecto es una línea con una longitud de 30 km que conectará la estación Chatswood con el centro de Sídney (con estaciones a Barangaroo, Martin Place, Pitt Street, Central, y Waterloo) y la estación Bankstown. La estación Victoria Cross será conectado a las estaciones del centro de la ciudad con un túnel debajo de la bahía de Sídney. En conjunción con otros proyectos de la renovación de la red suburbano, la capacidad del sistema de metro aumentará por 60%. La sección entre las estaciones Sydenham y Redfern es una parte de la Línea Bankstown, que será convertido a una sección de la línea de metro. Cuando la línea será inaugurado no antes de 2024, la línea Bankstown se convertirá a un servicio de lanzadera.

### Fase 3: Sydney Metro West
Hay planes para construir una tercera fase del metro, que tendrá una línea de metro entre Parramatta y el centro de Sídney.

### Sydney Metro Western Sydney Airport
En marzo de 2018 los gobiernos federal y estatal firmaron el Western Sydney City Deal  y anunciaron el desarrollo de la etapa 1 del enlace Norte-Sur como parte del acuerdo.
La etapa 1 de la línea del Aeropuerto de Sídney Occidental operará entre St Marys y Badgerys Creek Aerotropolis a través del Aeropuerto de Sídney Occidental. La construcción comenzó a fines de 2020 y se completará en 2026, coincidiendo con la apertura del aeropuerto.
En el presupuesto federal 2019-2020, de abril de 2019, el gobierno federal anunció una contribución de $ 3.500 millones para la etapa 1 del enlace ferroviario. Esta financiación incluye $ 50 millones para el proceso de estudio de viabilidad del enlace ferroviario Norte-Sur y $ 61 millones para el paso elevado de Elizabeth Drive. En el presupuesto estatal de Nueva Gales del Sur 2019-2020, de junio de 2019, el gobierno estatal anunció una inversión de $ 2.000 millones durante los siguientes 4 años para comenzar la construcción de la etapa 1.
Esta línea estará electrificada a un mayor voltaje que el usado por las líneas Northwest, City y Southwest (será corriente alterna monofásica de 25 kV y 50 Hz) operando con diferente material rodante fabricado por Siemens Mobility.

## Otros servicios ferroviarios

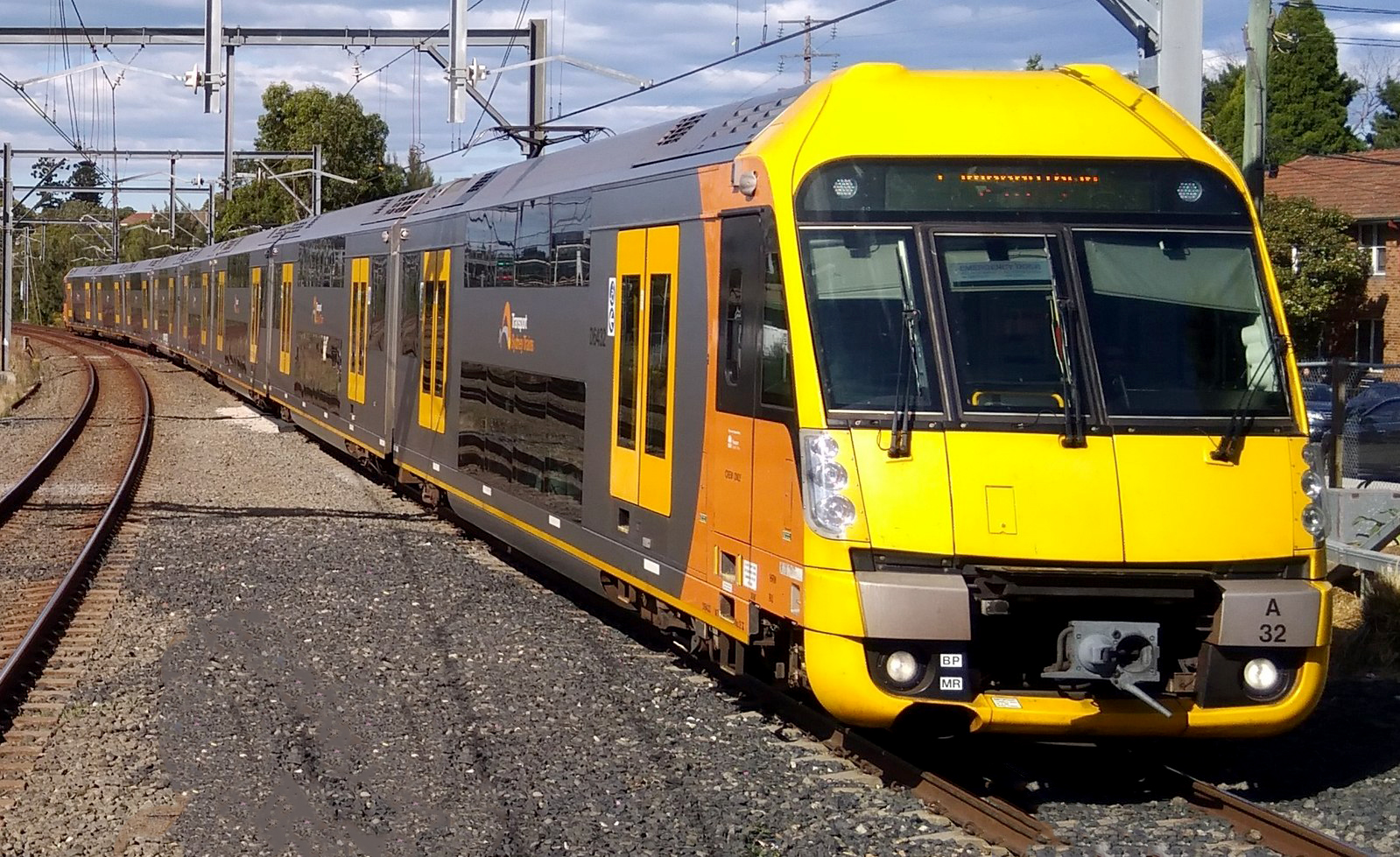
Un tren suburbano de la serie A en operación con Sydney Trains.

Además, Sídney tiene varios tramos de ferrocarril suburbano. Estas secciones de vías férreas son extensiones de los suburbios de los servicios de cuatro líneas principales. Los tramos subterráneos por lo general cuentan con servicios frecuentes. Los ferrocarriles están operado por Sydney Trains, una agencia del gobierno de Nueva Gales del Sur.

### Líneas de ferrocarril suburbano
Sydney tiene ocho líneas principales de ferrocarril suburbano:
| Línea | Línea                                  | Recorrida |
| ----- | -------------------------------------- | --- |
| T1/T9 | Línea del Norte y Oeste                | Estación Central – Berowra a través de Gordon Estación Central – Hornsby a través de la Línea Epping-Chatswood Estación Central – Emu Plains/Richmond/Epping a través de Strathfield |
| T2    | Línea del Sur                          | City Circle – Leppington y Campbelltown a través de Strathfield y Granville |
| T3    | Línea Bankstown                        | City Circle – Liverpool y Lidcombe a través de Bankstown y Sydenham |
| T4    | Línea del Suburbios de Este y Illawara | Bondi Junction – Waterfall y Cronulla a través de la Estación Central" |
| T5    | Línea Cumberland                       | Schofields – Campbelltown |
| T6    | Línea Carlingford                      | Clyde – Carlingford |
| T7    | Línea de Parque Olímpico               | Lidcombe – Olympic Park |
| T8    | Línea del Aeropuerto y East Hills      | City Circle – Macarthur a través de Revesby y Sydenham (en horas pico) o el Aeropuerto Internacional de Sídney                                                                       |

La estación principal del sistema de ferrocarril suburbano es la Estación Central, cuando las líneas T1, T2, T3, T4, y T8 tiene una parada; ese estación es la terminal para los trenes del servicio NSW Trainlink. Trenes que operan en las líneas T2, T3, y T8 circulan en el City Circle (una línea subterránea del ferrocarril suburbano en el centro de Sídney), que tiene estaciones a Town Hall, Wynyard, Circular Quay, St. James, y Museum. La línea T1 sirve las estaciones Wynyard y Town Hall en adición a la Estación Central. Sin embargo, la línea T4 no circula en el City Circle, pero tiene paradas en la estación Martin Place, cuando una transferencia con el metro de Sídney es planeado.

### Historia del ferrocarril suburbano

Logotipo que denota las estaciones del ferrocarril suburbano.

En el año 1895, la línea Bankstown abrió entre las estaciones Syndenham y Belmore; las extensiones de Belmore a Bankstown (que fue inaugurado en el año 1909) y a Birrong (que fue inaugurado en el año 1928) fueron luego construidas.
La línea City Circle fue construida por etapas. Las estaciones primeras en abrir fueron St. James y Museum, en el año 1926. El siguiente fue el "limbo occidental" a través del Town Hall y Wynyard, que abrió sus puertas en el año 1932, en relación con la apertura del Sydney Harbour Bridge; esta sección contiene cuatro túneles. En 1956, los callejones sin salida en St. James y Wynyard se unieron y Circular Quay se abrió.
En el año 1979, la Línea del Suburbios del Este e Illawara fue inaugurada entre la Estación Central y la estación Bondi Junction; la sección entre las dos estaciones fue conectada al resto de la red suburbana en el año 1980. 
En el 17 de octubre de 1988, la compañía CityRail fue fundada para operar la red del ferrocarril suburbano. 
En el año 2000, la línea del Aeropuerto fue inaugurada con estaciones en Green Square, Mascot, y Wolli Creek, y dos estaciones en el Aeropuerto Internacional de Sídney (la Terminal Doméstica y la Terminal Internacional); esta línea es conectada a la línea East Hills. La línea Epping-Chatswood fue inaugurada en el 23 de febrero de 2009.
En el 30 de junio de 2013, la compañía CityRail fue reemplazada por Sydney Trains debido a la reorganización de RailCorp, que fue fundado en el año 2004 para operar CityRail. 
En el 30 de septiembre de 2018, la línea Epping-Chatswood cerró temporalmente para la conversión de la línea a una parte de la primera fase del Metro de Sídney. De forma similar, la línea Carlingford será convertida al Tren Ligero de Paramatta; la estación Rosehill será cerrada permanentemente como un parte de ese proyecto. Además, la línea Bankstown será convertida a una parte de la segunda fase del metro en el año 2023; las estaciones entre Syndenham y Bankstown serán cerradas temporalmente durante la conversión de esa línea.